# Nils Hartler
Nils Josef Christoffer Hartler, född 11 juli 1926 i Lund, död 13 juli 2020 på Lidingö, var en svensk ingenjör, uppfinnare och professor. 

## Biografi
Nils Hartler avlade 1945 studentexamen vid Landskrona högre allmänna läroverk och 1950 civilingenjörsexamen vid Chalmers, där han även tog licentiatexamen. Han arbetade 1953–1957 vid Skoghalls bruk, och kom 1957 som överingenjör till Cellulosaindustrins centrallaboratorium. Han disputerade 1963 vid Kungliga Tekniska högskolan. Han innehade flera patent i cellulosateknik och var från 1971 professor i detta ämne vid Kungliga Tekniska högskolan. Han innehade också sedan 1973 Walker-Ames-professuren vid University of Washington i Seattle, USA. Han invaldes 1977 som ledamot av Ingenjörsvetenskapsakademien och har medverkat som teknisk expert i Nationalencyklopedin.
Nils Hartler var son till Josef Hartler och bror till Hans-Lennart Hartler.

## Utmärkelser
- 1998 – Ekmanmedaljen[4]
- 2008 – Guldmedalj utdelad av  Technological Association of the Pulp and Paper Industry (TAPPI)[4]